# Миюшкович, Лазар
Лазар Дж. Миюшкович (24 декабря 1867, Никшич, Черногория — 1936, Белград) — черногорский политик.

## Биография
Миюшкович родился в деревне Песивцы, нахия Никшич, 24 декабря 1867 года. Окончил факультет технологии в Париже. В дипломатическо-консульской службе с 1893 г. Консул в Шкодере в 1893—1902 гг. Заведующий финансами (Главное управление государством) с 21 мая по 3 июня 1903 года. Министр финансов с 3 июня 1903 по 6 декабря 1905 года. Премьер-министр и министр иностранных дел с 6 декабря 1905 по 11 ноября 1906 года.
В 1907 г. Миюшкович был одним из основателей Черногорской партии права.
Посланник Черногории в Белграде в 1908—1915 годах. Премьер-министр и министр иностранных дел с 20 декабря 1915 по 29 апреля 1916 года.
После капитуляции Черногории в Первой мировой войне (январь 1916 г.) отправился с королём Николой и правительством в изгнание.
Умер в Белграде в 1936 году.